# Abbaye de Saint-Michel de Marturi
L'abbaye de Saint-Michel de Marturi (en italien, Abbazia di San Michele Arcangelo de Martùri) est un édifice religieux qui se situait près de Poggibonsi, dans la province de Sienne.

## Histoire
Située sur une position stratégique, une colline au sud de Poggibonsi contrôlant la Via Francigena, elle existait déjà en 972 lorsqu'elle était sous le contrôle direct des marquis de Toscane. Il est très probable que les seigneurs de Toscane eux-mêmes aient fait don du terrain et aient ensuite construit l'abbaye. Cependant, peu de temps après la fondation, elle se trouvait déjà dans un état de délabrement avancé, à tel point qu'en 997 elle dut être refondée et réorganisée par San Bononio ; en 998, il reçut une très riche donation du comte Hugues de Toscane, donation qui comprenait tout le château de Martùri, les églises Sant'Ansano à Galognano, San Benedetto et Santa Croce à Martùri, l'église d'Albagnano, l'église de San Martino à Luco, l'église de San Donato à Lucardo (it), de San Fabiano à Tenzano, de San Pietro à Cignano et en plus, quelques centaines de terres et tous les droits sur les hommes qui y vivaient. Après cette donation, l'abbaye était devenue l'une des pierres angulaires du contrôle du territoire du Moyen Val d'Elsa.
Au début du XIe siècle, les moines furent expulsés par le marquis Boniface III qui remplaça l'abbé et futur saint Bononius et s'appropria lui-même tous les biens et les bâtiments abbatiaux où il se retira pour vivre entouré de concubines et d'esclaves. Après la mort de Boniface, le nouveau marquis de Toscane, Ranieri (en) rendit l'abbaye aux moines qui, le 3 février 1061, sous la direction de l'abbé Bononius, reprirent possession d'une partie du monastère.
Au cours du XIe siècle, l'abbaye agrandit son patrimoine, patrimoine qui fut confirmé aux moines le 1er novembre 1068 lorsque l'abbé Widrico reçut la protection apostolique et la confirmation de possession du château de Martùri du pape Alexandre II. Sa situation le long de la Via Francigena a amené le monastère à se doter d'un hôpital pour accueillir les pèlerins et les voyageurs.
Au XIIe siècle, l'abbé de Martùri était l'un des hommes les plus puissants de la Toscane. Son pouvoir sur le territoire était garanti par les actes rédigés en sa faveur par les comtesses Béatrice et Mathilde de Canossa en date du 20 juin 1099 et du 24 juillet 1107 ; outre la protection des seigneurs temporels, ils bénéficièrent également du soutien pontifical, à tel point que leurs biens furent garantis en mars 1108 par le pape Pascal II et en mars 1134 par le pape Innocent II. Située à la limite du territoire florentin, l'abbaye établit des relations diplomatiques avec ses puissants voisins, comme les comtes Guidi auxquels, en 1156, elle céda une partie de ses terres en échange d'un quartier entier dans le nouveau château de Poggiobonizio (ville détruite par les armées florentines et guelfes en 1270 et dont la ville actuelle de Poggibonsi tire son nom), et comme la municipalité de Sienne avec laquelle une alliance fut stipulée en 1157.
Pour le XIIIe siècle, il existe deux disputes qui l'ont vu s'opposer à d'autres corps ecclésiastiques qui tentaient de lui enlever une partie de son patrimoine ; le premier conflit a vu la prieure de Poggiobonizzio s'opposer en raison des terres données à l'abbaye par les habitants du château de Monternano pour construire l'église San Donato et en a gagné l'issue par un acte du 20 décembre 1174 tandis que le deuxième cas, s'est achevé victorieusement contre le prieur de Papaiano (it) pour l'église Saint-André (it) ; dans ce cas, l'abbaye eut raison une première fois en 1220 et une seconde fois en 1228, cette fois directement par l'intervention du pape Grégoire IX.
Au cours du XIIIe siècle, le château de Martùri perdit progressivement de son importance au profit du château de Poggiobonizzio mais malgré cela le prestige et la puissance de l'abbaye restèrent intacts au point qu'elle devint souvent le lieu choisi pour la rédaction des actes publics des territoires et municipalités voisins. D'après les informations contenues dans ces documents, en 1227, l'abbaye était dotée d'un réfectoire, en 1233, d'une église avec chœur, tandis qu'en 1275, il y avait deux cloîtres construits à des époques différentes.
Le prestige perdura pendant une grande partie du XIVe siècle lorsque les abbés furent souvent appelés à assumer d'importantes fonctions judiciaires et administratives comme par exemple le 8 octobre 1304 lorsque l'abbé Ranieri fit office de notaire pour la perception de toutes les dîmes pour la Toscane ou le 9 juillet 1313 lorsque l'abbé de Martùri fut aux côtés de l'empereur Henri VII lors de la fondation de la nouvelle colonie de Mons Imperialis et enfin le 10 février 1343 lorsque l'abbé Philippe absout les Belforti, alors seigneurs de Volterra (it), de l'excommunication.
Dans la seconde moitié du XIVe siècle, la situation change et un lent déclin s'amorce pour l'abbaye. Le déclin commença en 1374 lorsque l'hôpital fut démoli afin de restaurer les murs. Par la suite, le monastère perdit le pouvoir de nommer de manière autonome son propre abbé et finalement, le 12 novembre 1445, le pape Eugène IV le réunit au monastère du Paradis (it) de Florence.
Cette union provoqua des protestations de la population et le 12 juillet 1451 le pape Nicolas V révoqua l'annexion mais déjà le 17 septembre de la même année il revint sur sa décision et rétablit la possession des religieuses florentines.
Le 15 mai 1734, le monastère fut vendu à l'hôpital San Bonifacio (it) auquel il fut acheté par M. Giuseppe Casini de Poggibonsi, le premier d'une longue série de propriétaires privés. En 1886, le propriétaire devient M. Marcello Galli-Dun, antiquaire et marchand d'art, qui entreprend immédiatement d'importantes restaurations qui transforment le monastère en une villa de style néo-gothique. Les travaux étaient déjà terminés en 1896 lorsqu'il fut à nouveau vendu.

## Situation actuelle
Le grand complexe de l'abbaye de Saint-Michel de Martùri se présente aujourd'hui comme une villa massive de style néo-gothique. Il ne reste rien de l'ancienne église abbatiale, qui fut probablement détruite avec les murs entre les XIVe et XVe siècles. Aujourd'hui, à l'intérieur du complexe se trouve une chapelle construite au XVe siècle. La chapelle est une pièce simple avec une nef et un toit en fermes. Autrefois sur les murs intérieurs se trouvaient deux fresques représentant l'Archange saint Michel et sainteBrigitte, patrons des deux monastères ; ces fresques n'existent plus aujourd'hui.
Dans le cloître de la villa, seule partie épargnée des travaux du XIXe siècle, de nombreuses vestiges de l'ancien monastère sont exposés.